# Kemény István (szociológus)
Kemény István (Kaposvár, 1925. augusztus 14. – Budapest, 2008. április 14.) Széchenyi-díjas magyar szociológus.

## Élete és munkássága
Kemény (Politzer) Artúr (1882–1965) és Miljan Zsófia (1884–1965) fiaként született. Apja vasúti mérnökként a MÁV szolgálatában állt, míg horvát származású édesanyja tanítói végzettsége ellenére háztartásbeli volt. Szülei 1908-ban Zágrábban kötöttek házasságot. Négyéves korától Budapesten élt. Öten voltak testvérek. Középiskolai tanulmányait 1935 és 1943 között a Budapesti Érseki Katolikus Gimnáziumban végezte. A budapesti Pázmány Péter Tudományegyetem Orvostudományi Karára nem vették fel, mert nem tudott igazolni négy keresztény nagyszülőt, ezért 1943 szeptemberétől a Bölcsészettudományi Kar fizika–kémia szakos hallgatója lett, s felvette az összes orvosi tárgyat, amikből vizsgázott is. A háborút követően, 1946-ban félbehagyta orvosi tanulmányait.
1947–1948-ban a Teleki Pál Tudományos Intézet munkatársa volt. 1948 és 1957 között középiskolai tanárként dolgozott. 1957-ben két évre bebörtönözték, 1959-től 1961-ig fordítóként tevékenykedett. 1970 és 1973 között az MTA Szociológiai Kutatóintézet munkatársa volt. 1973-ban publikációs tilalom alá helyezték. 1973 és 1976 között szabadfoglalkozású szociológusként tevékenykedett.
1977-ben Párizsba emigrált fiával, 1978-tól 1981-ig a Maison des Sciences de l'Homme, 1983 és 1990 között az École des hautes études en sciences sociales munkatársa, a Magyar Füzetek szerkesztője volt. 1980-tól 1990-ig a Szabad Európa Rádió külső munkatársaként dolgozott. 1990-ben hazatért. 1992-től a Magyar Szociológiai Társaság elnöke, 1993-tól alelnöke volt. 1990 és 1992 között az MTA Szociológiai Intézetének tudományos tanácsadója, egy éven át az intézet igazgatója volt. 1990-től Demszky Gábor budapesti főpolgármester főtanácsadója volt.
1994-ben megkapta a szociológiai tudományok doktora címet. 1994-ben Nagy Imre-emlékplakettel, 2003-ban Deák Ferenc- és Széchenyi-díjjal tüntették ki.
Kemény István tudományos igényességének és érzékeny emberi figyelmének köszönhetően kezdődhettek el Magyarországon a szegénység- és cigánykutatások már az 1960-as évek végén, és munkájában mindig a hitelességre törekedett, nem ismert megalkuvást. Ezért kellett tizenhárom évre az emigrációt választania, de az elsők között települt haza, amikor már lehetett.
Hazatérve a főváros foglalkoztatáspolitikai helyzetéről, a Budapesten élő cigányok népességi mutatóiról, életkörülményeiről készített kutatásokat, s ezek alapján fogalmazott meg ajánlásokat is, így például a cigányok munkajogi védelmét ellátó centrum, valamint állásközvetítő szolgálat felállításának szükségességét, és a cigány népesség felnőttoktatásban való részvételének ösztönzését szorgalmazta.

## Emlékezete

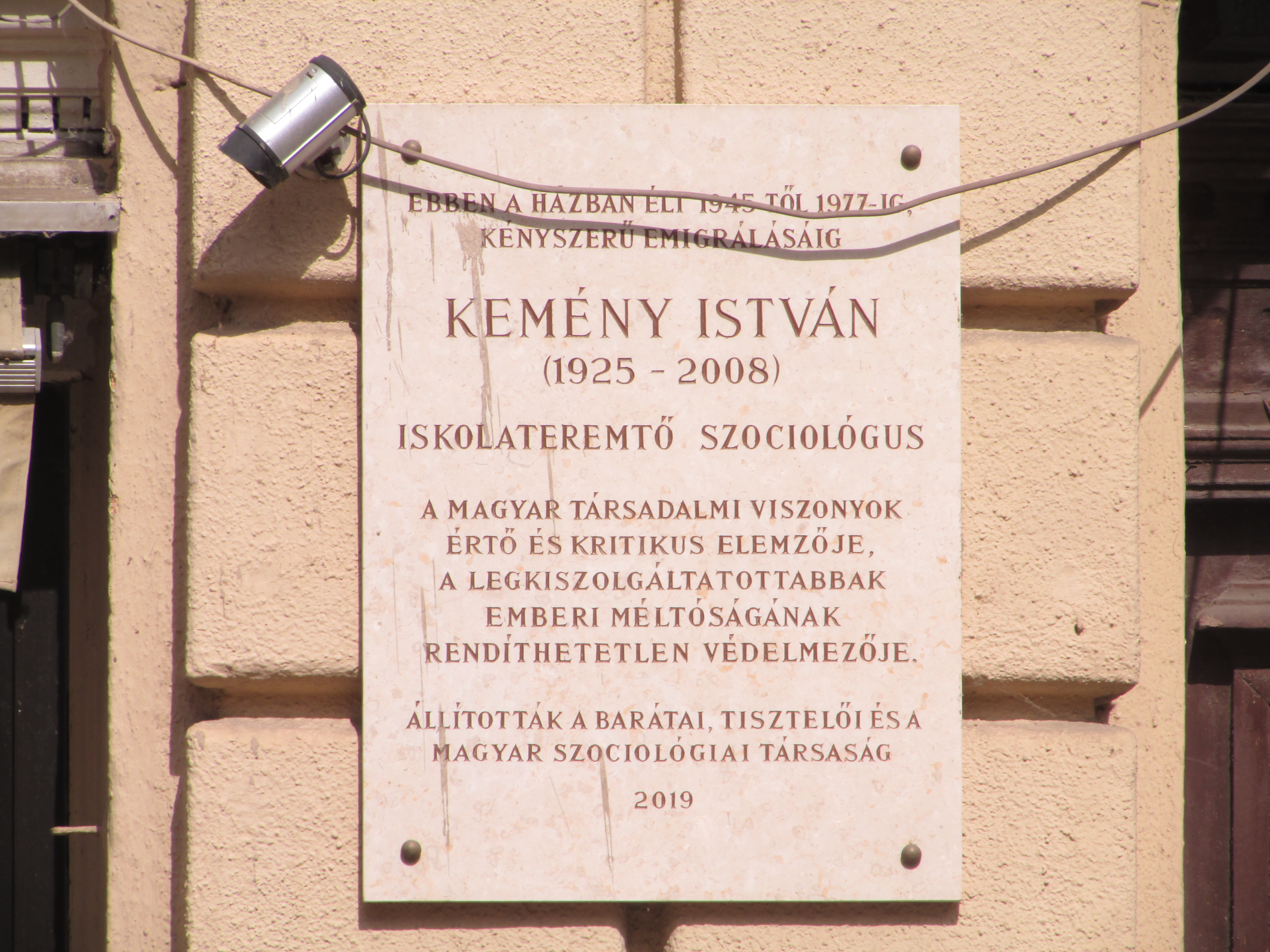
Emléktáblája Budapesten

Hagyatékának jelentős része a Blinken Nyílt Társadalom Archívumban található. 2015-ben az archívum felkérésére Elbert Márta portréfilmet rendezett a szociológusról. 2019-ben emléktáblát állítottak tiszteletére a II. kerületben a Frankel Leó úti egykori háza falán.

## Főbb művei
- Parasztságunk útja (1947)
- Társadalmi rétegződés Magyarországon (Mód Aladárnéval, Ferge Sándornéval és Láng Györgynével, 1966)
- Elméletek a társadalmi rétegződésről (1969)
- A Csepel Vas- és Fémművek munkásai (társszerző, 1970)
- Pest megye munkásai (társszerző, 1970)
- A gazdasági vezetők magatartása (1970)
- A szexuális élet szociológiája (szerk., 1972)
- Az alacsony jövedelmű népesség életkörülményei Magyarországon (1972)
- A magyarországi cigány lakosság (1976)
- Ouvriers Hongrois (1985)
- Magyar munkástanácsok 1956-ban (1986)
- Velük nevelkedett a gép (1990)
- Közelről s távolból (1991)
- Vagyongazdálkodás, városrehabilitáció és lakáspolitika (1991)
- Szociológiai írások (1992)
- A cigányok Magyarországon; összeáll. Kemény István "A roma népesség helyzete" címmel 1997. nov. 19-én rendezett konferencia előadásai alapján; MTA, Budapest, 1999 (Magyarország az ezredfordulón I. Rendszerváltozás: piacgazdaság, társadalom, politika)
- A magyarországi romák (szerk., 2000)
- A romák/cigányok és a láthatatlan gazdaság (szerk., 2000)
- Cigány gyerekek az általános iskolákban (társszerző, 2002)
- A magyarországi cigányság 1971–2003 (társszerző, 2004)
- Előadások a magyar társadalomfejlődés szociológiájáról; összeáll. Gábor Kálmán, szerk., szöveggond., jegyz. Kende László; Belvedere Meridionale, Szeged, 2010
- ...és a 49 méteres rövidhullámon. Kemény István jegyzetei a Szabad Európa Rádióban, 1980-1990; vál., szerk. Dávid János et al., jegyz. Kőszeg Ferenc, Osiris, Budapest, 2010

## Külső hivatkozások
- Kemény István portréfilm a Youtube-on